# Ispi frito
El ispi frito es un plato de pescado típico del Lago Titicaca y particularmente distribuido en las ciudades bolivianas del departamento de La Pazy las ciudades peruanas del departamento de Puno.
Según el investigador Randy Chávez el ispi frito es un platillo que se consume en dicha región lacustre desde hace siglos, habiéndose mantenido sin variaciones desde la época prehispánica.

## Preparación
Por lo general, los ispis, que son pequeños pescados de 5 centímetros de longitud, se "limpian" (es decir, se les sacan las tripas) antes de condimentarlos con harina amarilla, sal y pimienta. Posteriormente se los fríe enteros en aceite caliente. Una vez fritos, se los sirve acompañados de papa, mote de maíz, chuño y  la salsa picante denominada llajua o, en su defecto, una hecha a base de ají amarillo.